# Symmetrisk relation
En symmetrisk relation i matematiken, är en binär relation R för en mängd X där det alltid gäller att den omvända relationen också gäller,
det vill säga om "a är relaterad till b", så är också "b relaterad till a".
Med matematisk notation gäller alltså:
{\displaystyle \forall a,\ b\in X,\ a\ R\ b\Rightarrow \;b\ R\ a}
Exempelvis är relationen "gift med" symmetrisk, men inte relationen "mor till".
Motsatsen till en symmetrisk relation är inte en antisymmetrisk relation (aRb och bRa implicerar b = a).
Det finns relationer som är 
- både symmetriska och antisymmetriska (lika med)
- varken är symmetriska eller antisymmetriska
- symmetriska men inte antisymmetriska ("lika med, modulo n")
- antisymmetriska men inte symmetriska (större än eller lika med, delbarhet)